# 정초신
정초신(1962년 2월 6일 ~ )은 대한민국의 영화 감독이다.

## 학력
- 1985년 ~ 1989년 한양대학교 연극영화학 학사
- 뉴욕 대학교 대학원 미디어생태학 학사

## 참여작

### 감독
- 2000년 《자카르타》
- 2002년 《몽정기》
- 2003년 《남남북녀》
- 2005년 《몽정기 2》
- 2013년 《미스 체인지》

### 출연/프로듀서
- 1996년 《귀천도》 ... 프로듀서
- 1997년 《미스터 콘돔》 ... 프로듀서
- 1997년 《할렐루야》 ... 프로듀서
- 1998년 《엑스트라》 ... 조새필 역, 프로듀서
- 2000년 《자카르타》 ... 죄수 역, 각본
- 2003년 《남남북녀》 ... 불야성 나이트 DJ 역

## 경력
- 2005년 제9회 부천국제판타스틱영화제 수석 프로그래머
- 상명대학교 초빙교수
- 한국사이버대학교 전임교수